# Comté de Crawford (Kansas)
Pour les articles homonymes, voir Comté de Crawford.
Le comté de Crawford est l’un des 105 comtés de l’État du Kansas, aux États-Unis. Il a été fondé le 13 février 1867.
Siège : Girard. Plus grande ville : Pittsburg.

## Géolocalisation
|                  | Comté de Bourbon  | Comté de Vernon (Missouri) |
| Comté de Neosho  | Comté de Crawford | Comté de Barton (Missouri) |
| Comté de Labette | Comté de Cherokee | Comté de Jasper (Missouri) |